# Cristache Fusea
Cristache Fusea (n. 1820 – d. 1890) a fost un politician român din secolul al XIX-lea, membru fondator al Partidului Național Liberal din România, la 24 mai 1875. A fost deputat în Divanul ad-hoc la 1857.